# ゴジラ・ガメラ・ウルトラマン!怪獣クイズだ大集合!!
『ゴジラ・ガメラ・ウルトラマン!怪獣クイズだ大集合!!』（ゴジラ・ガメラ・ウルトラマン かいじゅうクイズだだいしゅうごう）は、1979年7月21日にフジテレビ系列で放送された特別番組（クイズ番組）である。

## 概要
当時の子供たちの間でブームの“怪獣”がテーマになっており、怪獣ファンの200人の子供たちと、大人と子役のタレントペア5組が、テレビ・映画などに登場した人気怪獣ゴジラ、ラドン、ギャオスらのフィルムを見ながら、フィルムクイズや改造インベーダーゲームなどに挑戦し、最後に“怪獣もの知り博士”1名を決める。
前年より怪獣人気が盛り返した当時、同局の『メガロマン』やTBS系列の『ザ☆ウルトラマン』（アニメ）などの巨大ヒーロー物が流行したことを受け、放送された。

## 放送時間
土曜19:30 - 20:54（JST）
- この枠は正式名称は無かったが、当番組は『夏休みスペシャル』という冠を付けて放送された。

## 出演者

### 司会
- 高島忠夫[1]

### 解答者
- 井上孝雄[3]
- 片平なぎさ
- 四代目三遊亭小圓遊
- 坪内ミキ子
- 青空球児・好児
- レツゴー三匹

ほか

## 登場怪獣・登場ヒーロー
- ゴジラ
- ラドン
- モスラ
- キングキドラ
- ガメラ
- ギャオス
- 大魔神
- ウルトラマン
- メガロマン

ほか